# Aster mutabilis
Aster mutabilis là một loài thực vật có hoa trong họ Cúc. Loài này được Vell. mô tả khoa học đầu tiên năm 1829.